# Chalida Dscharrar

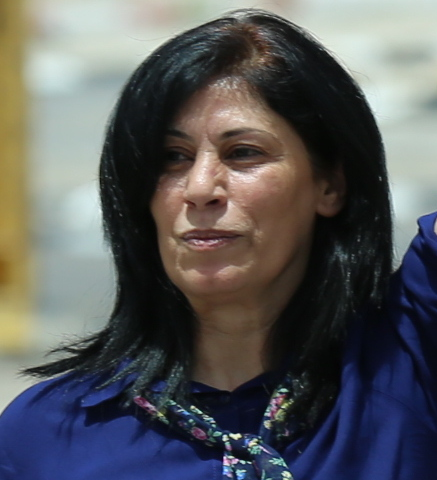
Chalida Dscharrar (2016)

Chalida Dscharrar (auch Khalida Jarrar; arabisch خالدة جرار, DMG Ḫālida Ǧarrār; geboren 1963) ist eine Politikerin
und Abgeordnete im von Israel besetzten Westjordanland. Die hochrangige Persönlichkeit der linken Organisation Volksfront zur Befreiung Palästinas (PFLP) ist eine lebenslange Feministin und Menschenrechtsaktivistin und seit Jahrzehnten ein israelisches Angriffsziel. Als im Jahr 2006 gewähltes Mitglied des palästinensischen Parlaments – des Palästinensischen Legislativrats (PLC) – übernahm sie den Vorsitz der Gefangenenkommission, war die palästinensische Vertreterin im Europarat und spielte eine aktive Rolle bei dem erfolgten Beitritt Palästinas zum Internationalen Strafgerichtshof (IStGH).

## Frühes Leben und Karriere
Sie studierte Betriebswirtschaft und erwarb einen Master in Demokratie und Menschenrechten an der Universität Bir Zait. Während ihres Studiums lernte sie Ghassan Dscharrar an der Universität kennen, dessen Familie eine kleine Spielzeugfabrik in Nablus betreibt. Die beiden verlobten sich am Vorabend ihres Abschlusses und heirateten ein Jahr später, als Khalida im Juli 1985 ihren Master-Abschluss machte. Sie bekamen zwei Töchter, Yafa, die ihren Bachelor of Laws an der Universität Ottawa erhielt, und Suha, die ihren Master of Science in Klimawandel und Politik erwarb.
Von 1994 bis 2006 leitete sie die Addameer Prisoners’ Support and Human Rights Association. Dscharrar führte 1989 zum Internationalen Frauentag einen der größten Frauenmärsche in der palästinensischen Geschichte an.
Seit 1998 durfte sie das Westjordanland nicht mehr verlassen, mit Ausnahme eines einzigen Mals im Jahr 2010, als ihr die Erlaubnis erteilt wurde zu einer medizinischen Behandlung nach Jordanien zu reisen. Im Jahr 1999 verkündete die PLO die Absicht, nach Ablauf der im Oslo-Abkommen von 1993 festgelegten Übergangsperiode der Selbstverwaltung für das Westjordanland, Ostjerusalem und den Gazastreifen, einen palästinensischen Staat zu gründen und die Europäische Union gab bekannt, dessen Anerkennung in Erwägung zu ziehen. 2006 wurde sie in den Palästinensischen Legislativrat, das Parlament der Palästinensischen Autonomiebehörde, gewählt und zur Vorsitzenden des Gefangenenkomitees ernannt.
Im August 2014 drangen Soldaten der Israel Defense Forces (IDF) mitten in der Nacht in ihr Haus ein und forderten sie mit einem Militärbefehl auf, Ramallah für einen Zeitraum von sechs Monaten zu verlassen und nach Jericho zu gehen. Dort wäre sie isoliert, hatte keine Familie, kein Haus, kein Büro. Chalida Dscharrar lehnte ab. Sie startete eine Protestkampagne und nach einer Welle der Unterstützung gab Israel nach.
Chalida Dscharra spielte eine führende Rolle bei der Verankerung Palästinas im Römischen Statut des Internationalen Strafgerichtshofs (IStGH) im Jahr 2015. Das IStGH eröffnete die Möglichkeit der juristischen Aufarbeitung der Kriegsverbrechen Israels in Palästina. Gemäß Artikel 8 des Römischen Statuts des IStGH ist der Siedlungsbau von israelischen Siedler in israelisch besetzten Gebieten als Kriegsverbrechen bewertet und könnte angefechtet werden. Die Kriegsverbrechen israelischer Politiker, Offiziere, Soldaten und Siedler (von denen einige europäische Pässe besitzen), die im Westjordanland, in Ostjerusalem und den Gazastreifen begangen wurden könnten strafrechtlich verfolgt werden.
Am 2. April 2015 jedoch stürmten erneut israelische Soldaten mitten in der Nacht ihre Wohnung in al-Bireh/Ramallah. Ihre Inhaftierung sorgte in Palästina und Israel für Aufruhr, palästinensische, israelische und internationalen Menschenrechtsgruppen forderten ihre Freilassung. Ein Großteil der Argumentation des Staatsanwalts beruhte auf „geheimen“ Beweisen, die ihre Anwälte nicht einsehen durften – dieselben Beweise, hatten dem Richter Chaim Baliti nicht ausreichten, um ihre Verhaftung zu rechtfertigen. Sie wurde vor dem Militärgericht wegen Volksverhetzung und Mitgliedschaft in der illegalen Organisation „Volksfront für die Befreiung Palästinas“ (PFLP) verurteilt. Die israelische Zeitung Haaretz bezeichnete die Prozesse als „kafkaeske Perversion des Militärrechts“, während der Journalist Gideon Levy schrieb, die Anklageschrift mit zwölf Anklagepunkten sei „eines der lächerlichsten juristischen Dokumente, die hier jemals geschrieben wurden, sogar vom Militärrechtssystem“. Neben Chalida Dscharrar wurden im Jahre 2015 weitere 12 Mitgliedern des Palästinensischen Legislativrats in Haft gehalten, viele in Administrativhaft, was bedeutet, dass sie auf unbestimmte Zeit festgehalten werden und weder vor Gericht standen noch verurteilt wurden. Die Mehrheit der palästinensischen politischen Organisationen wurde von Israel als illegal angesehen.
Chalida Dscharrar wurde seitdem immer wieder von der israelischen Militärgerichtsbarkeit über Monate hinweg inhaftiert, teils als Administrativhaft. 2019 nannte Haaretz sie daher „Israel’s No. 1 female political prisoner“. Während ihrer Jahre in Haft erlitt Chalida Dscharrar den Verlust ihrer Mutter, ihres Vaters und zuletzt ihres Neffen Wadia, den sie wie einen Sohn aufzog. In jedem Fall wurde ihr die Möglichkeit verweigert, die Haft zu verlassen und ihren Lieben ein letztes Lebewohl zu sagen.
Am 28. Februar 2019 wurde Dscharrar nach fast zweijähriger Administrativhaft freigelassen. 2023 wurde sie wieder in Administrativhaft gestellt, 2025  gehörte sie zu den Gefangenen, die nachdem Waffenstillstandsvertrag im Gazastreifen ausgetauscht wurden.